# Patricia Arquette
Patricia Tiffany Arquette (Chicago, 8 aprile 1968) è un'attrice e regista statunitense, vincitrice dell'Oscar alla miglior attrice non protagonista nel 2015 per il film Boyhood.

## Biografia
Arquette nasce a Chicago, nell'Illinois. Appartiene a una delle più famose famiglie di attori statunitensi: figlia di Lewis Arquette, nipote di Cliff Arquette, suoi fratelli sono gli attori Rosanna Arquette, Richmond Arquette, Alexis Arquette e David Arquette. La madre, Brenda Olivia "Mardi" Nowak, è una ex-terapista e legata al campo dello spettacolo. Esordisce sul grande schermo nel 1987 con Nightmare 3 - I guerrieri del sogno, ma acquista notorietà negli anni novanta, diventando attrice di culto, con film come Una vita al massimo (1993), diretto da Tony Scott, dove interpreta Alabama, la prostituta protagonista della pellicola, Ed Wood (1994), diretto da Tim Burton, Oltre Rangoon (1995) di John Boorman, Strade perdute di David Lynch (1997), nel doppio ruolo di Renee/Alice, uno dei suoi più celebri e amati, e soprattutto il controverso Stigmate, (1999) diretto da Rupert Wainwright. È stata inoltre protagonista del videoclip dei Rolling Stones Like a Rolling Stone (1995), diretto dall'estroso Michel Gondry, con cui lavorerà nuovamente nel 2001 in Human Nature.
Nel 2002 interpreta il curioso documentario diretto dalla sorella Rosanna, Searching for Debra Winger, che raccoglie interviste a varie attrici tra cui Jane Fonda, Daryl Hannah e Emmanuelle Béart. Sempre in quell'anno veste i panni dell'attrice Linda Lovelace nel film biografico Deeper than deep. Tra il 2005 e il 2011 è stata la protagonista della serie televisiva Medium, dove interpreta il ruolo di Allison DuBois, una sensitiva. Per questo ruolo (per il quale è maggiormente nota) ha ricevuto un alto numero di candidature a vari premi, vincendo nel 2005 i prestigiosi Saturn Award e l'Emmy Award e consacrando la sua fama a livello internazionale. Nel 2013 entra nel cast della serie tv Boardwalk Empire - L'impero del crimine.
Nel 2015 esce Boyhood, film che ha visto l'Arquette e il resto del cast impegnati nella lavorazione per 12 anni, dal 2002, cristallizzando i relativi percorsi di crescita anagrafica. Per questo ruolo l'attrice viene pluripremiata, ottenendo, fra gli altri riconoscimenti, l'Oscar alla miglior attrice non protagonista, il Premio BAFTA, il Golden Globe, il Satellite Award e l'Independent Spirit Award. Nello stesso anno è la protagonista della serie TV crime CSI: Cyber, dove interpreta la psicologa Avery Ryan. Nel 2018 è una dei protagonisti di Escape at Dannemora, interpretando Tilly Mitchell, una donna che aiuta due assassini ad evadere dal carcere. Grazie a questo ruolo, Patricia Arquette vince il Golden Globe alla miglior attrice in una mini-serie o film per la televisione.

## Vita privata
Il 3 gennaio 1989 dà alla luce il primo figlio, Enzo Rossi, avuto con l'allora fidanzato, il musicista Paul Rossi. 
Nel 1995 si sposa con Nicolas Cage dal quale divorzia nel 2001.
Il 25 giugno 2006 sposa a Venezia l'attore Thomas Jane dal quale divorzia nel 2011. I due hanno avuto una figlia, Harlow Olivia Calliope, nata il 20 febbraio 2003.

## Filmografia

### Cinema
- Nightmare 3 - I guerrieri del sogno (A Nightmare on Elm Street 3: Dream Warriors), regia di Chuck Russell (1987)
- Pretty Smart, regia di Dimitri Logothetis (1987)
- Far North, estremo Nord (Far North), regia di Sam Shepard (1988)
- Io e zio Buck (Uncle Buck), regia di John Hughes (1989)
- La banda dei Rollerboys (Prayer of the Rollerboys), regia di Rick King (1991)
- Lupo solitario (The Indian Runner), regia di Sean Penn (1991)
- Harry e Kit (Trouble Bound), regia di Jeffrey Reiner (1993)
- Una vita al massimo (True Romance), regia di Tony Scott (1993)
- Ethan Frome - La storia di un amore proibito (Ethan Frome), regia di John Madden (1993)
- Marito a sorpresa (Holy Matrimony), regia di Leonard Nimoy (1994)
- Ed Wood, regia di Tim Burton (1994)
- Oltre Rangoon (Beyond Rangoon), regia di John Boorman (1995)
- Amori e disastri (Flirting with Disaster), regia di David O. Russell (1996)
- Infinity, regia di Matthew Broderick (1996)
- L'agente segreto (The Secret Agent), regia di Christopher Hampton (1996)
- Strade perdute (Lost Highway), regia di David Lynch (1997)
- Nightwatch - Il guardiano di notte (Nightwatch), regia di Ole Bornedal (1997)
- Goodbye Lover, regia di Roland Joffé (1998)
- Hi-Lo Country (The Hi-Lo Country), regia di Stephen Frears (1998)
- Stigmate (Stigmata), regia di Rupert Wainwright (1999)
- Al di là della vita (Bringing Out the Dead), regia di Martin Scorsese (1999)
- Little Nicky - Un diavolo a Manhattan (Little Nicky), regia di Steven Brill (2000)
- Human Nature, regia di Michel Gondry (2001)
- The Badge - Inchiesta scandalo (The Badge), regia di Robby Henson (2002)
- Abby Singer, regia di Ryan Williams (2003)
- Deeper Than Deep - cortometraggio (2003)
- Holes - Buchi nel deserto (Holes), regia di Andrew Davis (2003)
- Tiptoes, regia di Matthew Bright (2003)
- Fast Food Nation, regia di Richard Linklater (2006)
- A Glimpse Inside the Mind of Charles Swan III, regia di Roman Coppola (2012)
- Girl in Progress, regia di Patricia Riggen (2012)
- Vijay - Il mio amico indiano (Vijay and I), regia di Sam Garbarski (2013)
- Electric Side, regia di Tristan Patterson (2014)
- Boyhood, regia di Richard Linklater (2014)
- The Wannabe, regia di Nick Sandow (2015)
- Equal Means Equal - documentario (2016)
- Permanent, regia di Colette Burson (2017)
- La vita dopo i figli (Otherhood), regia di Cindy Chupack (2019)

### Televisione
- Daddy - Un padre ragazzo, regia di John Herzfeld – film TV (1987)
- In famiglia e con gli amici (thirtysomething) – serie TV, episodio 3x17 (1990)
- Brillantina (The Outsiders) – serie TV, episodio 1x02 (1990)
- I racconti della cripta (Tales from the Crypt) – serie TV, episodio 2x09 (1990)
- Dillinger - Nemico pubblico numero uno (Dillinger), regia di Rupert Wainwright – film TV (1991)
- Fiore selvaggio (Wildflower), regia di Diane Keaton – film TV (1991)
- Medium – serie TV, 130 episodi (2005-2011)
- Law & Order - Unità vittime speciali (Law & Order: Special Victims Unit) – serie TV, episodio 14x09 
 (2012)
- Boardwalk Empire - L'impero del crimine (Boardwalk Empire) – serie TV, 10 episodi (2013-2014)
- CSI - Scena del crimine (CSI: Crime Scene Investigation) – serie TV, episodi 14x21-15x06 (2014-2015)
- CSI: Cyber – serie TV, 31 episodi (2015-2016)
- Inside Amy Schumer – serie TV, episodio 3x01 (2016)
- Escape at Dannemora – miniserie TV (2018)
- The Act – serie TV, 8 episodi (2019)
- Scissione (Severance) – serie TV (2022)

### Doppiatrice
- Toy Story 4, regia di Josh Cooley (2019)

## Riconoscimenti
- Premio Oscar
  - 2015 – Miglior attrice non protagonista per Boyhood
- Golden Globe
  - 2006 – Candidatura alla miglior attrice in una serie drammatica per Medium
  - 2007 – Candidatura alla miglior attrice in una serie drammatica per Medium
  - 2008 – Candidatura alla miglior attrice in una serie drammatica per Medium
  - 2015 – Miglior attrice non protagonista per Boyhood
  - 2019 – Miglior attrice in una mini-serie o film per la televisione per Escape at Dannemora
  - 2020 – Miglior attrice non protagonista in una serie per The Act
- BAFTA
  - 2015 – Miglior attrice non protagonista per Boyhood
- Blockbuster Entertainment Awards
  - 2000 – Candidatura alla miglior attrice per Stigmate
- Festival di Taormina
  - 2015 – Mela dorata alla carriera
- Premio Emmy
  - 2005 – Miglior attrice in una serie drammatica per Medium
  - 2007 – Candidatura alla miglior attrice in una serie drammatica per Medium
  - 2019 – Miglior attrice non protagonista in una miniserie o film per The Act
  - 2019 – Candidatura alla miglior attrice in una miniserie o film per Escape at Dannemora
  - 2022 – Candidatura alla miglior serie drammatica per Scissione
  - 2022 – Candidatura alla miglior attrice non protagonista per Scissione
- Premio Swarjink
  - 2015 – Candidatura alla miglior attrice per Boyhood
- Satellite Award
  - 2005 – Candidatura alla miglior attrice in una serie televisiva per Medium
  - 2015 – Miglior attrice non protagonista per Boyhood
- Saturn Award
  - 1994 – Candidatura alla miglior attrice per Una vita al massimo
  - 2006 – Candidatura alla miglior attrice in una serie televisiva per Medium
  - 2007 – Candidatura alla miglior attrice in una serie televisiva per Medium
  - 2022 – Candidatura alla miglior attrice non protagonista in una serie televisiva streaming per Scissione
- Screen Actors Guild Award
  - 2006 – Candidatura alla miglior attrice in una serie drammatica per Medium
  - 2007 – Candidatura alla miglior attrice in una serie drammatica per Medium
  - 2010 – Candidatura alla miglior attrice in una serie drammatica per Medium
  - 2015 – Miglior attrice non protagonista per Boyhood
  - 2019 – Miglior attrice in una miniserie o film per la televisione per Escape at Dannemora
  - 2020 – Candidatura alla miglior attrice in una miniserie o film per la televisione per The Act
  - 2023 – Candidatura al miglior cast in una serie drammatica per Scissione

## Doppiatrici italiane
Nelle versioni in italiano dei suoi film, Patricia Arquette è stata doppiata da:
- Claudia Catani in Stigmate, Law & Order - Unità vittime speciali, CSI - Scena del crimine, Medium, Fast Food Nation, Boardwalk Empire - L'impero del crimine, Vijay - Il mio amico indiano, Electric Side, CSI: Cyber, Escape at Dannemora, La vita dopo i figli, The Act, Scissione, High Desert
- Antonella Rendina in Ed Wood, L'agente segreto, Strade perdute
- Ilaria Stagni in Nightwatch - Il guardiano di notte, Holes - Buchi nel deserto
- Emanuela Amato in In famiglia e con gli amici
- Isabella Pasanisi in Lupo solitario
- Alessandra Korompay in Una vita al massimo
- Paola Del Bosco in Ethan Frome - La storia di un amore proibito
- Gabriella Borri in Marito a sorpresa
- Micaela Esdra in Oltre Rangoon
- Giuppy Izzo in Amori e disastri
- Claudia Balboni in Goodbye Lover
- Pinella Dragani in Hi-Lo Country
- Laura Lenghi in Al di là della vita
- Connie Bismuto in Little Nicky - Un diavolo a Manhattan
- Maria Laura Baccarini in Human Nature
- Roberta Paladini in The Badge - Inchiesta scandalo
- Domitilla D'Amico in Tiptoes
- Eleonora De Angelis in Boyhood

Da doppiatrice è sostituita da: 
- Laura Amadei in Toy Story 4